# Сасынье
Сасынье — деревня в Старицком районе Тверской области.

## География
Находится в южной части Тверской области на расстоянии приблизительно 11 км на восток-северо-восток от районного центра города Старица недалеко от правого берега Волги.

## История
Известна с 1551-1554 годов, когда деревня принадлежала "Пречистые на Ивонише Шегонина монастырю". В 1859 году Сасынье - казенная деревня в составе Ефимьяновской волости Старицкого уезда с 30 дворами, в 1886 - 42 двора, в 1919 – 65, в 1926 – 75, в 1970 – 21, в 1989 – 17, в 2005 – 8. В советское время работали колхозы "Красное Сасынье", "Пограничник" и "Красное Юрьево". Уже в 1959 была закрыта Сасынская начальная школа (всего 11 учеников).

## Население
Численность населения: 224 человека (1859 год), 289 (1886), 368 (1919), 369 (1926), 56 (1970), 33 (1989)), 18 (русские 94 %) в 2002 году, 22 в 2010.